# Anaethalion
Anaethalion es un género extinto de peces actinopterigios prehistóricos. Fue descrito por White en 1938.
Vivió en Bélgica, Alemania, Italia y Rusia.

## Fósiles

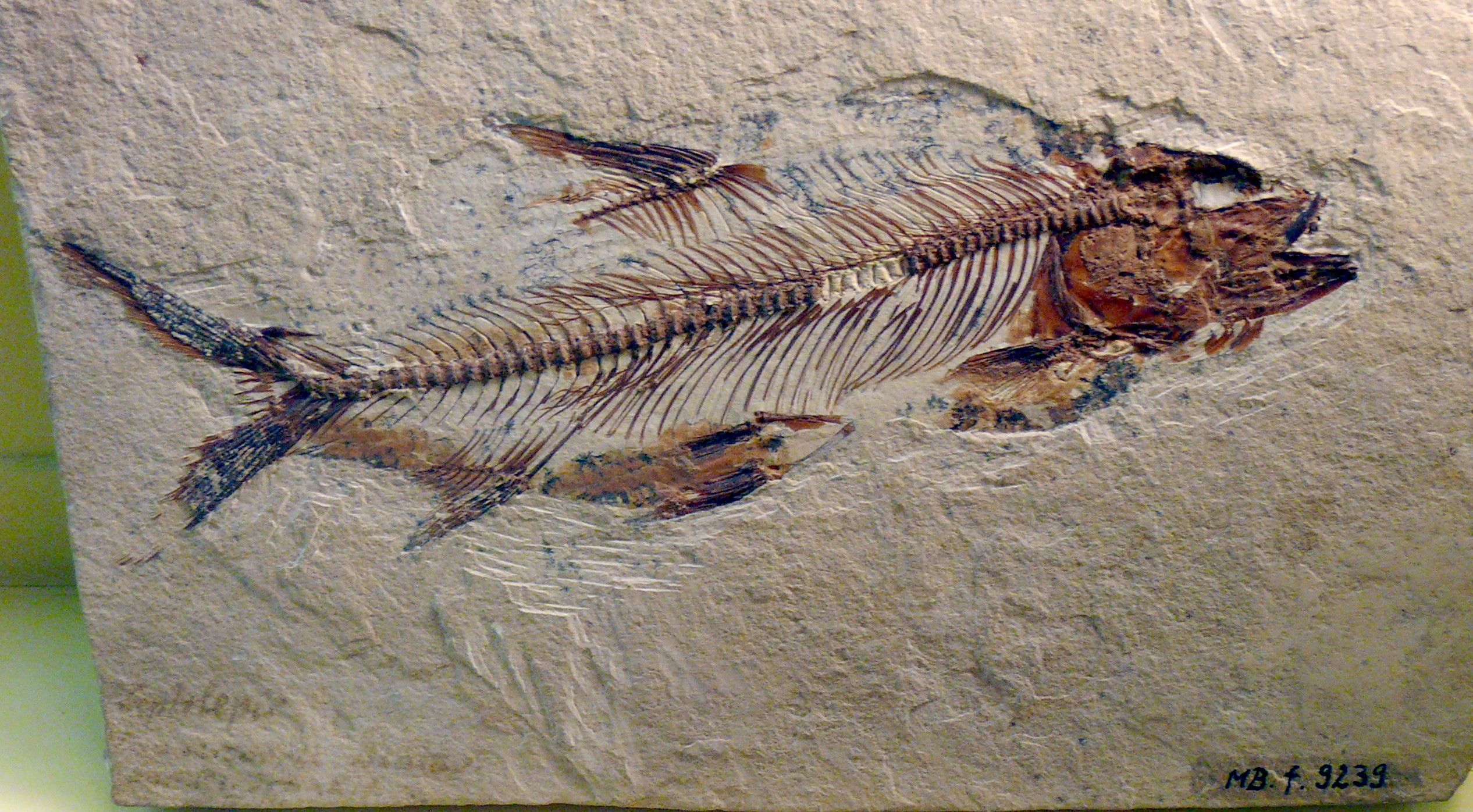
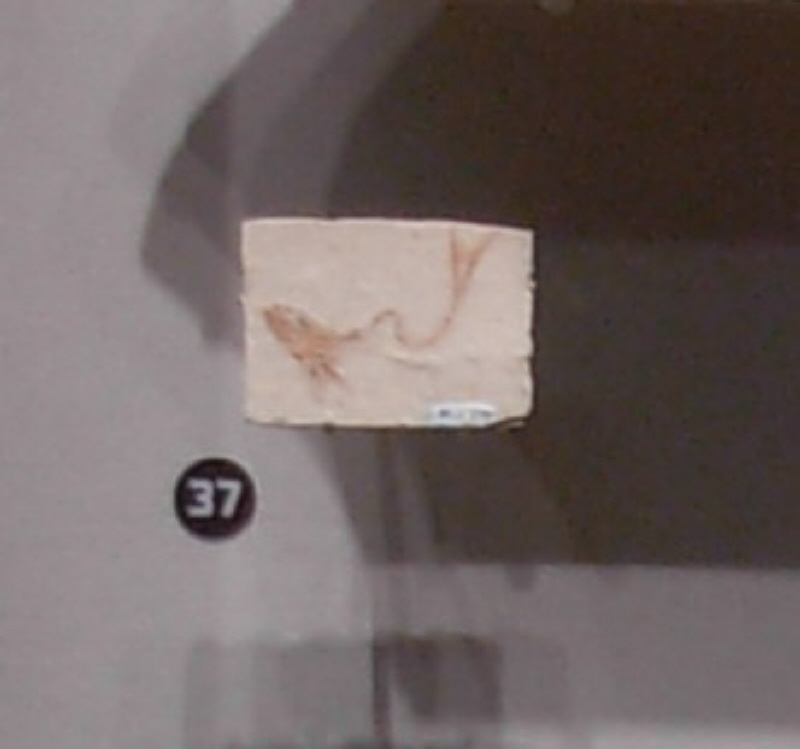
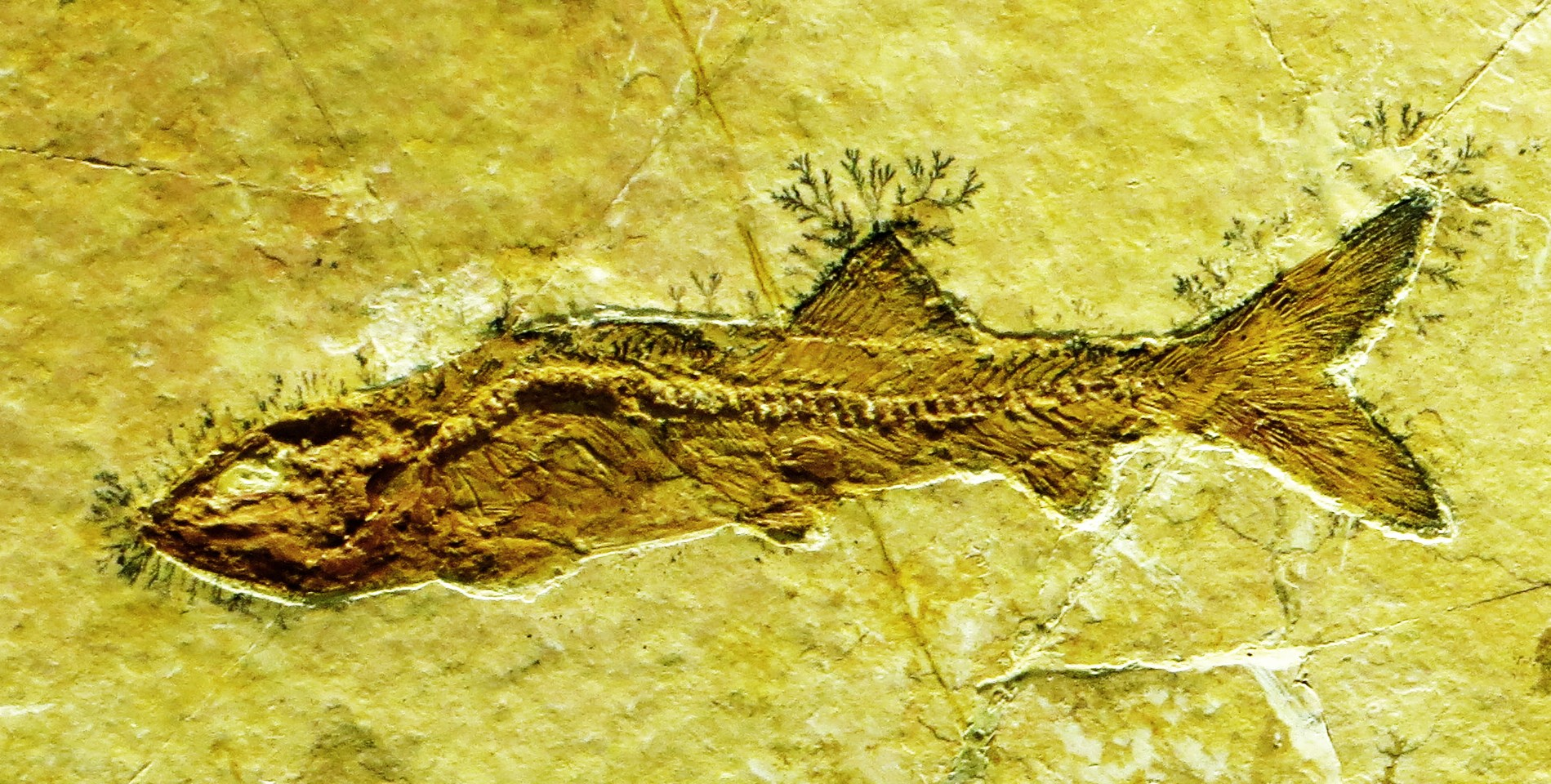
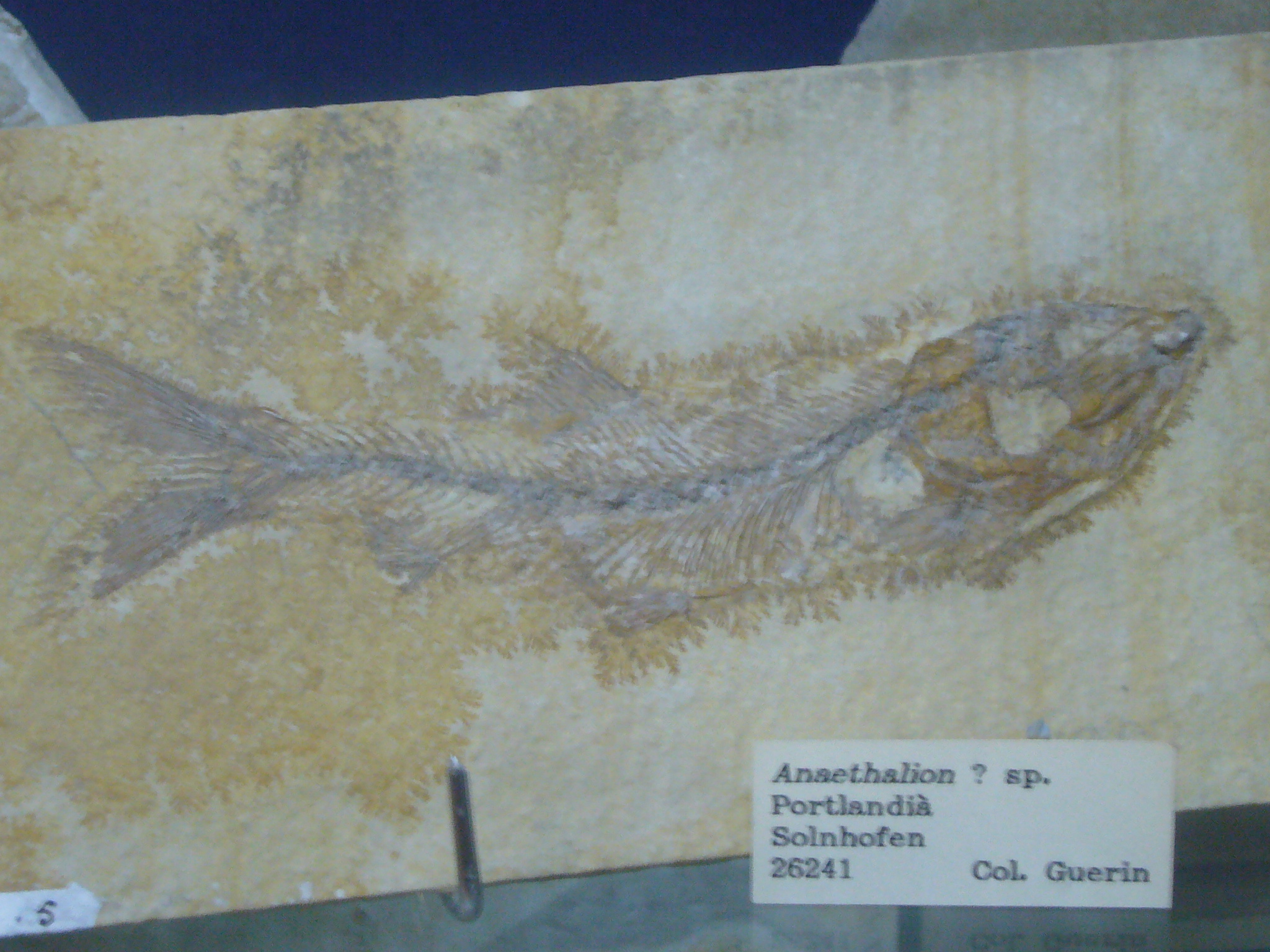
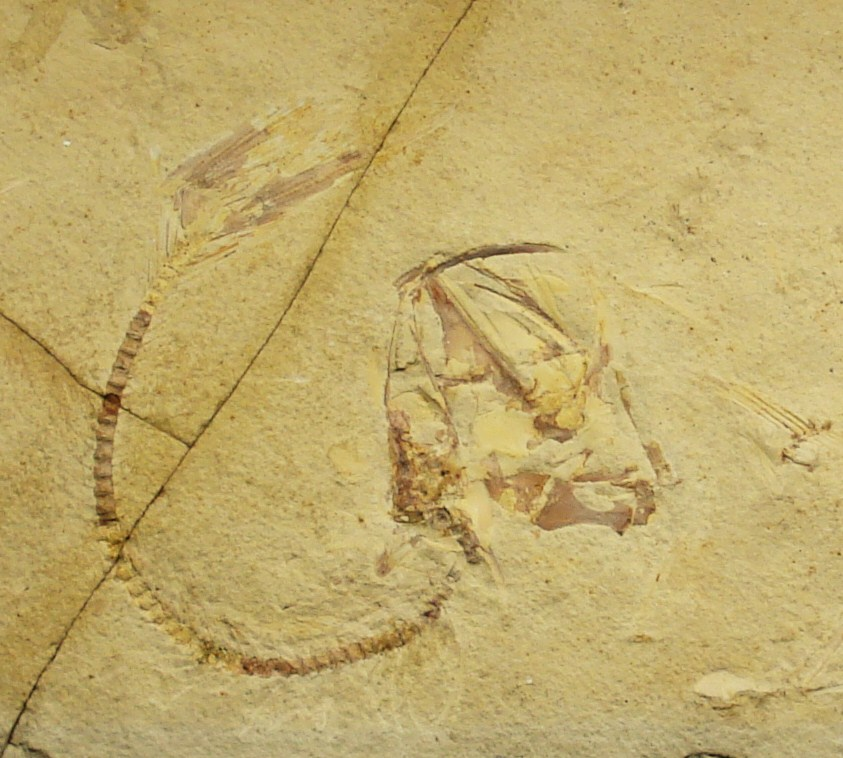